# Dejan Stankovic (beach soccer)
Pour les articles homonymes, voir Stanković.
Ne doit pas être confondu avec Dejan Stanković.
Dejan Stankovic, né le 25 août 1985, est un joueur de beach soccer international suisse d'origine serbe évoluant au poste d'attaquant.

## Biographie
Dès son arrivée en équipe de Suisse de beach soccer en 2005, Stankovic gagne un premier trophée avec l'Euro Beach Soccer Cup.
Lors de la première participation de la Suisse à la coupe du monde de beach soccer en 2009 à Dubaï, Dejan Stankovic permet à sa sélection d'atteindre la finale, perdue contre le Brésil. Au cours de ce tournoi, il reçoit le titre de meilleur buteur (16 buts) et de meilleur joueur après avoir marqué 15 des 26 buts helvètes.
Entre 2009 et 2011, Stankovic évolue au Terranova Terracina en Italie et fait le triplé coupe-championnat-supercoupe avec son club la dernière année.
En 2010, il rejoint la nouvelle section beach soccer du Lokomotiv Moscou avec qui il remporte dès la première année le titre de champion de Russie.
En 2011, lors du match nul 4-4 (défaite au penalty) en demi-finale de la Coupe Intercontinentale face à la Russie, Stankovic est auteur des 4 buts de la sélection helvète.
En 2012, Dejan Stankovic fait partie du All Star européen, aux côtés de joueurs comme Amarelle et Madjer, qui affronte le Brésil en janvier pour une victoire 4-2 des auriverde. Il termine ensuite meilleur buteur de l'Euro BS League qu'il remporte avec la Suisse. Plus tôt, en demi-finale de Euro BS Cup il inscrit 5 buts contre le Portugal mais ne peut empêcher la défaite 7-6 de son équipe qui finira 3e de la compétition. Il joue la Coupe du monde des clubs sous les couleurs du Milano Beach Soccer. Il perd ensuite en finale de la Coupe de Russie avec le Dynamo Moscou malgré un but en finale puis remporte le championnat suisse 2012 avec le Grasshopper Zurich.
Dejan Stankovic termine meilleur buteur de l'Euro Beach Soccer League 2013.

## Palmarès

### En sélection
- Coupe du monde de beach soccer
  - Finaliste en 2009

- Euro Beach Soccer League : 
  - Vainqueur en 2012
  - Finaliste en 2011
  - 3e en 2013

- Euro Beach Soccer Cup : 
  - Vainqueur en 2005
  - Finaliste en 2008 et 2009
  - 3e en 2012

- Jeux européens
  - Vainqueur en 2023

### En club
- Avec  Lokomotiv Moscou
  - Champion de Russie en 2010 et 2011

- Avec  Terranova Terracina
  - Championnat d'Italie : champion en 2011
  - Coupe d'Italie : vainqueur en 2011
  - Supercoupe d'Italie : vainqueur en 2011

- Avec  Milano Beach Soccer
  - Coupe du monde des clubs : quarts de finaliste en 2011

- Avec  Grasshopper Zurich
  - Champion de Suisse en 2012
  - Euro Winners Cup : 4e en 2013

### Individuel
- Coupe du monde de beach soccer
  - Meilleur joueur en 2009
  - Meilleur buteur en 2009

- Euro Beach Soccer League
  - Meilleur joueur en 2007 et 2011
  - Meilleur buteur en 2007, 2010, 2012 et 2013

- Coupe intercontinentale
  - Meilleur joueur en 2011
  - Meilleur buteur en 2011

- Euro Beach Soccer Cup
  - Meilleur buteur en 2007 et 2008

- Championnat de Russie
  - Meilleur joueur en 2011